# Bantarbolang (onderdistrict)
Bantarbolang is een onderdistrict (kecamatan) in het regentschap Pemalang in de Indonesische provincie Midden-Java op Java, Indonesië.
Bantarbolang wordt doorkruist door de Comal, de belangrijkste rivier van het regentschap Pemalang.

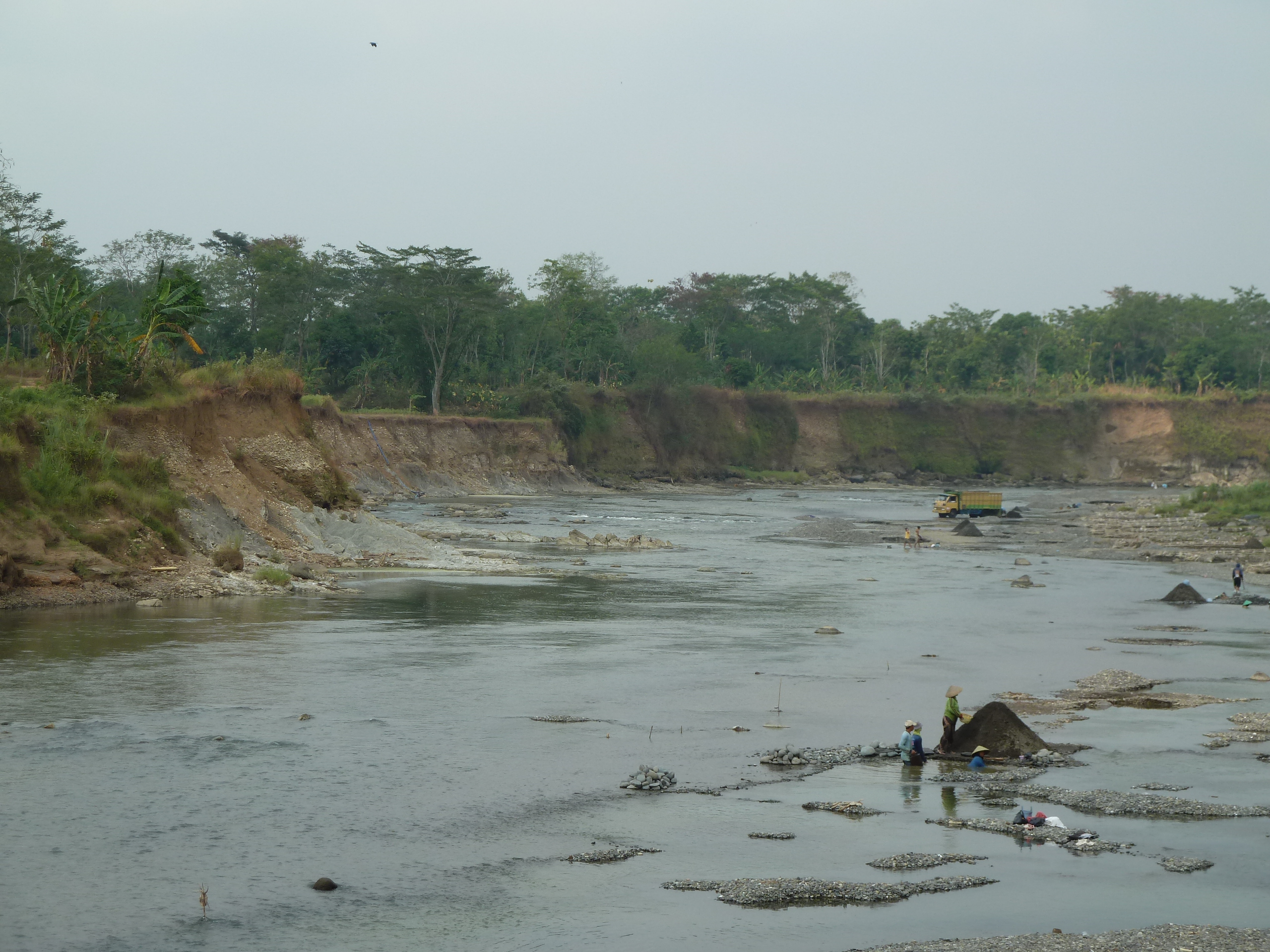
De Comal in het onderdistrict Bantarbolang

## Verdere onderverdeling
Het onderdistrict Bantarbolang is anno 2010 verdeeld in 17 kelurahan, plaatsen en dorpen:
| Plaats code | Naam kelurahan, plaatsen en dorpen | Inwoners in 2010 |
| ----------- | ---------------------------------- | ---------------- |
| 001         | Sumurkidang                        | 3.257            |
| 002         | Wanarata                           | 8.641            |
| 003         | Pedagung                           | 6.275            |
| 004         | Suru                               | 3.784            |
| 005         | Banjarsari                         | 1.708            |
| 006         | Pegiringan                         | 8.993            |
| 007         | Karanganyar                        | 4.995            |
| 008         | Purana                             | 2.070            |
| 009         | Pabuaran                           | 2.091            |
| 010         | Sarwodadi                          | 625              |
| 011         | Bantarbolang                       | 12.292           |
| 012         | Sambeng                            | 2.018            |
| 013         | Glandang                           | 2.387            |
| 014         | Kuta                               | 3.659            |
| 015         | Kebon Gede                         | 3.116            |
| 016         | Paguyangan                         | 3.165            |
| 017         | Lenggerong                         | 813              |